# کورگاشلی
کورگاشلی (انگلیسی: Kurgashly) یک شهرک در شهرستان بورزیانسکی باشقیرستان کشور روسیه است.